# Denys d'Héraclée
Pour les articles homonymes, voir Denys.
Ne doit pas être confondu avec Denys le Transfuge.
Denys d'Héraclée, dit Dionysios (en grec Διoνυσιoς), fut un des tyrans de la ville grecque d'Héraclée du Pont située sur la Mer Noire. Il succède à son père, Cléarque, fondateur de la tyrannie dans cette cité, et règne d'abord conjointement avec son frère Thimothée, puis seul à la mort de ce dernier.
Né vers 351 av. J.-C. Denys d'Héraclée meurt à 55 ans, vraisemblablement en raison de son obésité, en 306 av. J.-C.

## Biographie
Profitant de la chute des Perses après leur défaite contre Alexandre le Grand à la bataille du Granique, Dionysios tente d'agrandir son territoire en Anatolie. Au même moment, certains des citoyens d'Héraclée qui avaient été poussés à l'exil par le tyran demandent à Alexandre de rétablir un gouvernement républicain à Héraclée. Ce n'est qu'en s'attirant la protection de Cléopâtre de Macédoine, sœur d'Alexandre que Dionysos voit son règne épargné.
À la suite de la mort d'Alexandre, puis de son successeur Perdiccas, les affaires de Denys allèrent toujours en prospérant, à quoi son mariage avec Amastris, veuve de Cratère en 322 av. J.-C. le servit beaucoup. En naquirent trois enfants : Cléarque, Oxyathres, et Amastris.
La vie voluptueuse que mena alors Denys le fit devenir si gras, qu'il ne faisait presque que dormir ; et son assoupissement était si profond, qu'il n'y avait point d'autre moyen de l'éveiller que de lui ficher de longues aiguilles dans le corps : à peine pouvait-on en venir à bout par cette voie. Denys avait honte de sa grosseur, et c'est pour cela que lorsqu'il donnait audience, ou lorsqu'il rendait justice, il se mettait dans quelque armoire, qui faisait qu'on ne lui voyait que le visage. Quelques bannis d'Heraclée l'appellent le gros pourceau dans l'une des comédies de Ménandre.
Il mourut âgé de cinquante-cinq ans dont trente de règne, étouffé par la graisse.
Il laissa sa femme tutrice de ses enfants, et régente de l'état. C'est elle qui fit bâtir la ville d'Amastris (aujourd'hui Amasra, en Turquie), sur la côte de Paphlagonie.